# Jacques Nicolas Belin de Ballu
Pour les articles homonymes, voir Belin et Ballu.
 (février 2020).
Si vous disposez d'ouvrages ou d'articles de référence ou si vous connaissez des sites web de qualité traitant du thème abordé ici, merci de compléter l'article en donnant les références utiles à sa vérifiabilité et en les liant à la section « Notes et références ».
Jacques Nicolas Belin de Ballu, né à Paris le 28 février 1753 et mort à Saint-Pétersbourg le 8 août 1815, est un helléniste français.

## Biographie
D'abord conseiller à la Cour des monnaies, il est ensuite professeur de langues anciennes à Bordeaux et devient membre associé de l'Académie des inscriptions et belles-lettres en 1787. En 1800, il est nommé directeur du Prytanée de Saint-Cyr. Émigré en Russie, il est professeur de langue grecque à Kharkov, puis à Moscou et à Saint-Pétersbourg en 1812. 

## Publications
(Liste incomplète)
Traductions
- Euripide : Hécube (1783)
- Oppien de Syrie : La Chasse (1787)
- Lucien de Samosate : Dialogues des Courtisanes (1788) Texte en ligne
- Lucien de Samosate : Œuvres de Lucien, traduites du grec, avec des remarques historiques et critiques sur le texte de cet auteur, et la collation de six manuscrits de la Bibliothèque du Roi (6 volumes, 1789)
- Théophraste : Caractères (1790)

Varia
- Mémoires et voyages d’un émigré (1801)
- Le Prêtre, par un Dr de Sorbonne (1802)
- Histoire de la dame invisible, ou Mémoires pour servir à l'étude du cœur humain (2 volumes, 1803)
- Histoire critique de l'éloquence chez les Grecs, contenant la vie des orateurs, rhéteurs, sophistes et principaux grammairiens grecs qui ont fleuri depuis l'origine de l'art jusqu'au troisième siècle après J.-C., avec des remarques historiques et critiques (2 volumes, 1813)